# صومعه چودوف
صومعه چودوف (روسی: Чу́дов монасты́рь، ت. «Chúdov monastýr'» صومعه میکائیل، که بیشتر با نام رسمی صومعه فرشته مقرب الکسیوس شناخته می‌شود، در سال ۱۳۵۸ میلادی توسط متروپولیتن الکسیوس مسکو در کرملین مسکو تأسیس شد. این صومعه به معجزه (به روسی چودو) فرشته مقرب میکائیل در چونه (روز جشن: September 19 [به سیستم قدیمی September 6] اختصاص داده شده بود. این صومعه در سال ۱۹۱۸ بسته و در سال ۱۹۲۹ توسط دولت شوروی برچیده شد.

## تاریخچه
ساخت صومعه به همراه کاتولیکون (کلیسای جامع) آن در سال ۱۳۶۵ به پایان رسید. کاتولیکون در سال ۱۴۳۱ و سپس یک بار دیگر در سال‌های ۱۵۰۱–۱۵۰۳ با کلیسای جدیدی جایگزین شد. این مکان به‌طور سنتی برای غسل تعمید فرزندان سلطنتی، از جمله تزارهای آینده فئودور اول، الکسی اول و پتر کبیر، مورد استفاده قرار می‌گرفت. هگومن (ابوت) صومعه تا سال ۱۵۶۱ اولین هگومن در بین تمام صومعه‌های روسیه محسوب می‌شد.
در کنار صومعه سیمونوف و لاورای ترینیتی-سنت سرگیوس، صومعه چودوف بزرگ‌ترین مرکز فرهنگ و آموزش کتاب مسکو بود. راهبان برجسته این صومعه که زندگی خود را وقف ترجمه و تصحیح کتب کلیسایی کردند، عبارتند از ماکسیموس یونانی، یپیفانی اسلاوینتسکی و کاریون ایستومین. گنادی، که به عنوان اسقف اعظم نووگورود، اولین نسخه کامل کتاب مقدس به زبان اسلاوی را در سال ۱۴۹۹ تهیه کرد، پیش از اسقف اعظمی خود، هگومن صومعه بود.
پاتریارک هرموژن در سال ۱۶۱۲ توسط لهستانی‌ها در سردابه‌های صومعه از گرسنگی جان باخت. پس از پایان دوران آشوب‌ها، آنها با حمایت پاتریارک فیلارت، مدرسه یونانی-لاتین را افتتاح کردند. در سال‌های ۱۷۴۴ تا ۱۸۳۳، صومعه محل استقرار هیئت کلیسایی مسکو بود. با گذشت زمان، کلیساهای جدیدی به مجموعه صومعه اضافه شدند. این کلیساها شامل کلیسای سنت الکسیوس متروپولیتن و کلیسای بشارت (هر دو ساخته شده در سال ۱۶۸۰) و کلیسای سنت اندرو (۱۸۸۷) بودند.
در طول حمله فرانسه به روسیه (۱۸۱۲)، مارشال فرانسوی لویی-نیکلاس داووت، صومعه را برای استفاده شخصی خود مصادره کرد. نقاشی‌ای از واسیلی ورشچاگین، داووت را در حال هتک حرمت به کلیسای جامع نشان می‌دهد و از خود محراب به عنوان دفتر کار خود استفاده می‌کند. پس از انقلاب بلشویکی، صومعه چودوف در سال ۱۹۱۸ تعطیل شد. تمام سازه‌های آن در سال ۱۹۲۹، به عنوان بخشی از سیاست مداوم الحاد دولتی اتحاد جماهیر شوروی، تخریب شد.
دولت شوروی در محل صومعه تخریب‌شده چودوف و صومعه معراج در نزدیکی آن، مدرسه فرماندهان سرخ را ساخت. تمام نسخه‌های خطی صومعه مربوط به قرن‌های ۱۱ تا ۱۸ به موزه تاریخی دولتی منتقل شدند. یادگارهای متروپولیتن الکسیوس ابتدا از کلیسای سنت الکسیوس (که خود او ساخته بود) به کلیسای جامع دورمیشن و سپس به کلیسای دیگری در مسکو منتقل شد. از حدود صد تدفین دیگر در صومعه (از جمله اسقف اعظم گنادی)، بقایای آنها گم شده و محل نگهداری آنها هنوز مشخص نیست.
صحنه‌ای از اپرای بوریس گودونوف اثر موسورگسکی در این صومعه اتفاق می‌افتد.
در سال ۲۰۰۷، ویتالی ولادیمیروویچ آوریانوف، چهره عمومی ارتدکس، در مصاحبه‌ای با مجله اینترنتی جوانان دانشگاه دولتی مسکو، روز تاتیانا، دربارهٔ احتمال مرمت صومعه چودوف و صومعه پشن توضیح داد.
در ۳۱ ژوئیه ۲۰۱۴، رئیس‌جمهور ولادیمیر پوتین پیشنهاد بازسازی صومعه چودوف و صومعه عروج را داد: «همان‌طور که می‌دانید، ساختمانی که در این مکان [ساختمان ۱۴] قرار دارد در دهه ۱۹۳۰ ساخته شده است، اما پیش از آن دو صومعه و یک کلیسا در اینجا وجود داشت… به همین دلیل این ایده به وجود آمد که به جای بازسازی ساختمان دهه ۱۹۳۰، ظاهر تاریخی این مکان به همراه دو صومعه و کلیسا بازگردانده شود. البته در شرایط امروز، آنها فقط به عنوان بناهای میراث فرهنگی بازسازی خواهند شد.» با این حال، هیچ برنامه‌ای برای بازسازی صومعه‌ها تا ۲۰۲۵ وجود ندارد.